# Qareh Qābāq-e Soflā
Qareh Qābāq-e Soflā är en ort i Iran.   Den ligger i provinsen Ardabil, i den nordvästra delen av landet, 500 km nordväst om huvudstaden Teheran. Qareh Qābāq-e Soflā ligger 125 meter över havet och antalet invånare är 807.
Terrängen runt Qareh Qābāq-e Soflā är platt åt nordost, men åt sydväst är den kuperad. Runt Qareh Qābāq-e Soflā är det ganska tätbefolkat, med 104 invånare per kvadratkilometer. Närmaste större samhälle är Āq Qabāq, 3,9 km söder om Qareh Qābāq-e Soflā. Trakten runt Qareh Qābāq-e Soflā består till största delen av jordbruksmark.